# Gallerucida flavipennis
Gallerucida flavipennis là một loài bọ cánh cứng trong họ Chrysomelidae. Loài này được Solsky miêu tả khoa học năm 1872.